# 信州新町
信州新町（しんしゅうしんまち）は、長野県長野市にある地区である。
元は上水内郡の地方自治体の町であり、2010年1月1日に長野市に編入した後も、「町」を冠したまま、同市の地区名として残っている。単に新町（しんまち）と呼ばれることもあるが、善光寺門前の同市大字長野にも同名の「新町」が存在する。

## 地理
- 犀川

## 歴史

### 沿革
- 1336年（建武3年）- 1月と6月に、この地の領主香坂氏6代目の香坂心覚が中先代の乱に際して南朝（北条残党）方として牧城に挙兵。北朝方の守護職であった小笠原氏や村上氏、高梨氏、市河氏らと激しく争った。
- 1556年（弘治2年）- 武田信玄の命により馬場信春が牧城に入場。それまでの領主だった香坂宗重は無血開城して信玄に臣従し、埴科郡（現在の長野市松代町）に移った。
- 1607年（慶長12年）- 松平忠輝により「穂刈新町」として九斎市が立てられて以降、現在の中心部が「新町村」と呼ばれるようになった。
- 1832年（天保3年） - 犀川上流の松本との間で犀川通船が運航された。
- 1903年（明治35年）に篠ノ井線が開通したことで衰微し、前記の路線開通と犀川沿いの陸路が完成したことで犀川通船は廃止された。
- 1943年（昭和18年） - 水内ダム完成、ダム湖琅鶴湖（有島生馬によって命名）が誕生。
- 1955年（昭和30年）3月31日 - 上水内郡新町・更級郡日原村・信級村が合併して上水内郡信州新町が発足。
- 1956年（昭和31年）9月30日 - 更級郡牧郷村の一部（牧田中・牧野島・下市場・竹房および中牧・弘崎の各一部）を編入。
  - 牧郷村の残部（中牧・弘崎の各一部）は大岡村に編入。
- 1959年（昭和34年）4月1日 - 北安曇郡八坂村の一部（左右）を編入。
- 1973年（昭和48年）3月25日 - 町議会選挙投票日。後にこの選挙で選挙違反が発覚し、買収の疑いで町長、議員らが起訴。さらに逮捕者は長野県庁課長級にまで及んだ[1]。
- 2010年（平成22年）1月1日 - 長野市に編入。同市の信州新町地区となる。

### 旧町の情報
信州新町（しんしゅうしんまち）は、長野県上水内郡にあった町である。単に新町（しんまち）と呼ばれることもある。
2010年1月1日に長野市に編入されたため廃止された。

#### 行政
- 町長：中村靖（1994年5月5日就任、4期目）

## 地域
- 長野広域連合

### 教育
- 長野県篠ノ井高等学校犀峡校
- 長野市立信州新町中学校
- 長野市立信州新町小学校
- 信州新町保育園

## 交通

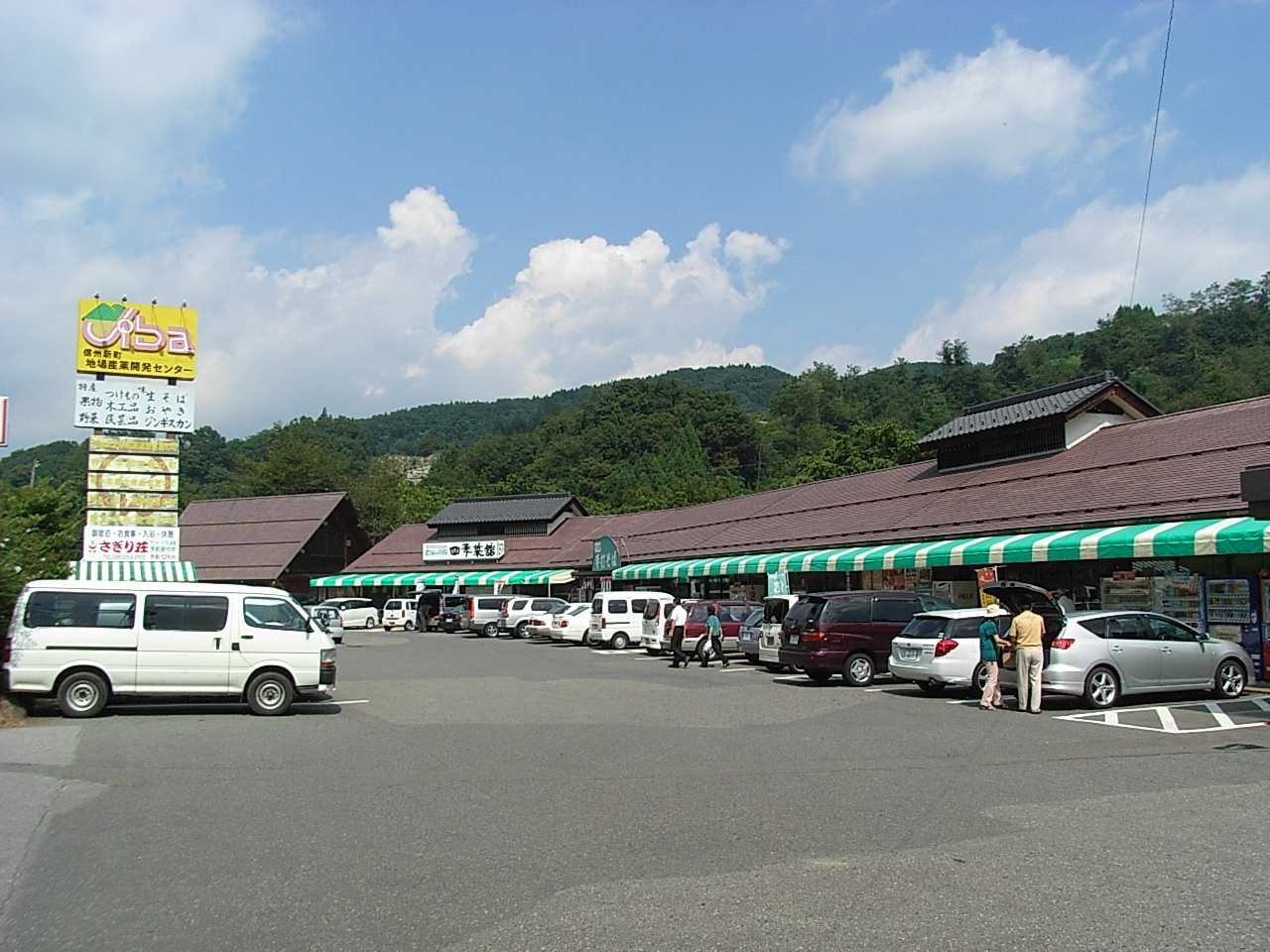
道の駅信州新町

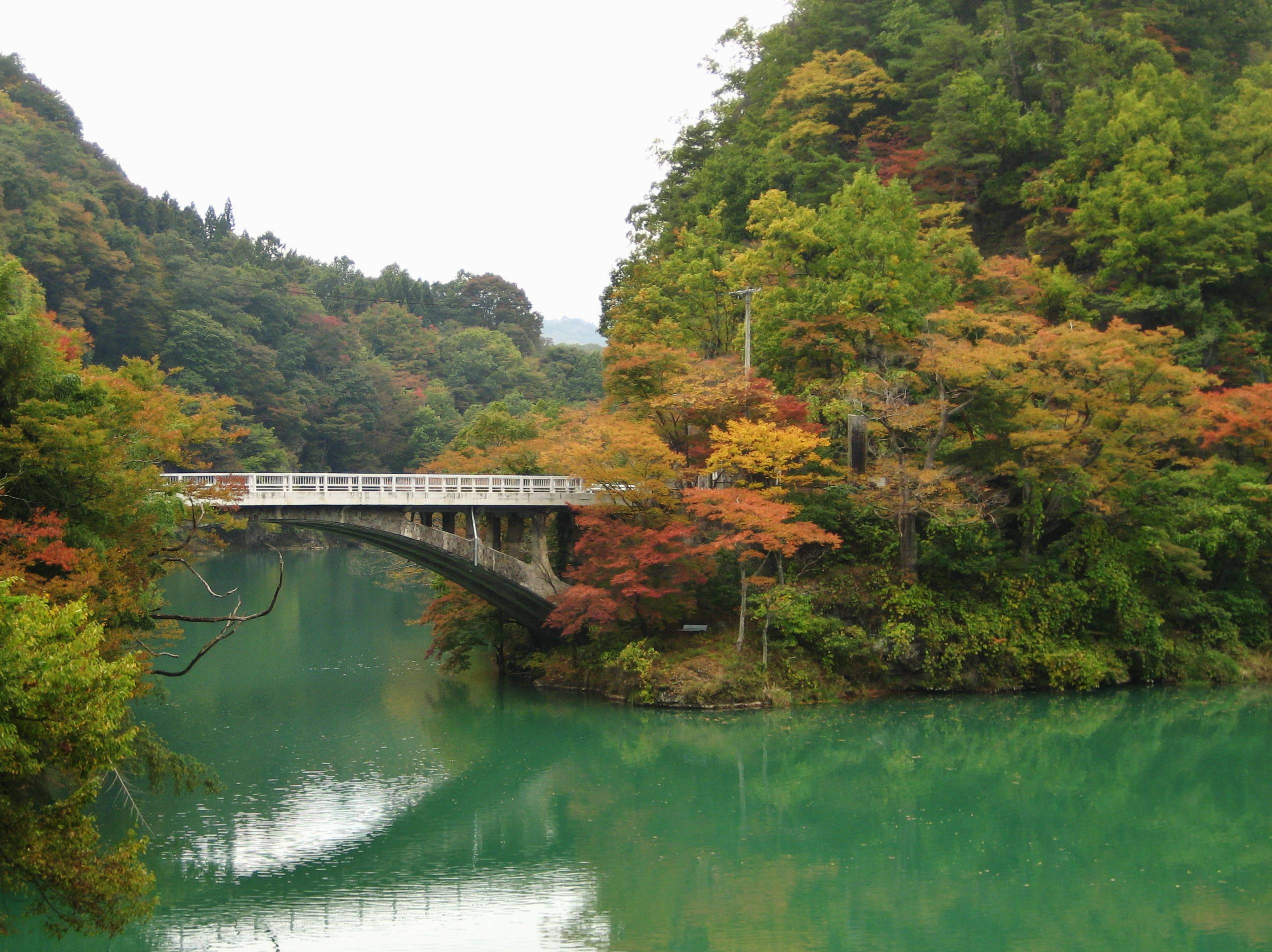
久米路峡と久米路橋

- 国道19号
  - 道の駅信州新町

路線バス
- 川中島バス
- 長野市営バス（旧・信州新町町営バス管内）

## 名所・旧跡・観光
- 久米路峡 − 平安時代に「久米路の橋は心して行け」と歌われ県歌「信濃の国」にも歌われている。何度も架け替えられ、人柱の伝説にもいろどられ「くの字形」に折れ曲がった橋と奇岩、深い水面の景観は古来文人墨客に親しまれ紅葉の名所としても知られて来た。
- かあさんの歌碑 −「かあさんの歌」窪田聡作詞・作曲の歌謡曲。
- 牧之島城跡 − 越後への牽制と更級、水内の山間部の鎮撫を目的に武田信玄の命を受けた馬場信春による1566年の築城と伝えられる。土塁や堀跡などの遺構に甲州流築城術の特徴が良好に保存されている。
- 信州新町青少年旅行村
- 武富佐神社 −  続日本紀に、768年更科郡の建部大垣が「人となり恭順、親に孝あり」との理由で朝廷から褒美を得た記述がある。その住地の記載はないが建部氏は日本武尊の名代部であり古代大和朝廷から各地に配置された職業的軍事集団でもあったとされる。更科郡下で倭健尊を祭神とする古くからの神社は当社と考えられるので建部大垣はこの周辺の住民であったと推定されている。姨捨山の棄老伝説が大和物語によって広く知られるようになるのは大垣の受賞から180年余も経てのことである。この長い間に大垣受賞の噂話が各地に広まる過程で物知りによって棄老を戒める仏教の説話が付け加えられて定着したものと考えられている。また当社は建部大垣の古墳上に建立されているのだとも伝説されていた。しかし近年の発掘調査によれば古墳は現在の社殿の北側にあって、大垣の頃より約150年ほどさかのぼる築造とされるが「親孝行のパワースポット」と念じる地として注目を得ている。
- 梅まつり ‐ 上記武冨佐神社の北側にある瑯鶴湖の岸辺に広がる梅園の花の見ごろと香りを楽しむ祭りが開催される。1995年にふるさと創生事業補助金を活用して始まった。
- 有島生馬記念館 - 有島生馬の鎌倉の家（通称「松の屋敷」）を長野市信州新町上条に移築したもの。1890年にイタリア人貿易商ヴィヴァンティが鎌倉の稲村ヶ崎に建てたコロニアルスタイルの建物で廃屋同然になっていたものを、新渡戸稲造の別荘（現 聖路加看護大学アリスの家）に遊びにきていた生馬が気に入り、1921年に購入、手を入れて妻子とともに暮らした。生馬没後は娘の暁子の勤め先である上智大学が研修保養施設として所有し、暁子が住んでいたが、1980年に建てなおしが決まったため、生馬の疎開先であった信州新町に無償で提供され、琅鶴湖のほとりに建つ。
  - 併設されている施設として、信州新町美術館・信州新町化石博物館や、信州新町の街中にある酒蔵を利用した信州新町美術館別館ミュゼ蔵がある。
  - 2010年（平成22年）1月1日 - 市町村合併に伴い、有島生馬記念館・信州新町美術館・信州新町化石博物館・信州新町美術館別館ミュゼ蔵が長野市立博物館の分館となった。

## 姉妹都市・友好都市
- 北海道虻田郡ニセコ町 - 1985年（昭和60年）5月10日 - 締結。

## 名産物
- ジンギスカン
- 蕎麦
- おやき
- 梅
- 琅鶴湖の花火
- 美寿々錦などの日本酒